# Persone di nome John/Allenatori di calcio
| Questa pagina contiene informazioni ricavate automaticamente dalle voci biografiche con l'ausilio del template Bio e di un bot. L'aggiornamento è periodico e automatico e ricostruisce completamente la pagina. Se manca una persona in questa lista, sei pregato di non aggiungerla, ma accertati piuttosto che la sua voce biografica contenga il template Bio e che i dati anagrafici siano correttamente compilati. Se il template Bio manca, inseriscilo tu stesso o, in alternativa, metti l'avviso {{tmp\|Bio}} che ne segnala la mancanza. Se i dati riportati sono sbagliati, correggi direttamente la voce biografica; le modifiche saranno visibili in questa lista entro pochi giorni. Per chiarimenti vedi il progetto antroponimi. La lista contiene solo le 101 persone che sono citate nell'enciclopedia e per le quali è stato implementato correttamente il template Bio. Pagina aggiornata al 6 ago 2025. |

Questa è una lista di persone presenti nell'enciclopedia che hanno il nome John e sono allenatori di calcio.

## A(6)
- Jack Addenbrooke, allenatore di calcio e calciatore inglese (Wolverhampton, n. 1865 - Wolverhampton, † 1922)
- John Adshead, allenatore di calcio e ex calciatore inglese (n. 1942)
- John Aldridge, allenatore di calcio e ex calciatore inglese (Liverpool, n. 1958)
- John Allen, allenatore di calcio e ex calciatore gallese (Chester, n. 1964)
- John Aloisi, allenatore di calcio e ex calciatore australiano (Adelaide, n. 1976)
- John Anderson, allenatore di calcio e calciatore inglese (Salford, n. 1921 - † 2006)

## B(9)
- John Barton, allenatore di calcio e calciatore inglese (Birmingham, n. 1953)
- John James Bentley, allenatore di calcio e calciatore inglese (Chapetown, n. 1860 - Chapetown, † 1918)
- John Bertos, allenatore di calcio statunitense (Grecia)
- John Boyle, allenatore di calcio e ex calciatore scozzese (Motherwell, n. 1946)
- John Brown, allenatore di calcio e ex calciatore scozzese (Stirling, n. 1962)
- John Brownlie, allenatore di calcio e ex calciatore scozzese (Caldercruix, n. 1952)
- John Burridge, allenatore di calcio e ex calciatore scozzese (Workington, n. 1951)
- John Buttigieg, allenatore di calcio e ex calciatore maltese (Sliema, n. 1963)
- Johnny Byrne, allenatore di calcio e calciatore britannico (West Horsley, n. 1939 - Città del Capo, † 1999)

## C(7)
- John Carr, allenatore di calcio e calciatore inglese (Seaton Burn, n. 1878 - Newcastle upon Tyne, † 1948)
- John Carver, allenatore di calcio e ex calciatore inglese (Newcastle upon Tyne, n. 1965)
- Joel Cedergren, allenatore di calcio e ex calciatore svedese (Västerås, n. 1974)
- Jack Cock, allenatore di calcio e calciatore britannico (Hayle, n. 1893 - Londra, † 1966)
- John Collins, allenatore di calcio e ex calciatore scozzese (Galashiels, n. 1968)
- John Colrain, allenatore di calcio e calciatore scozzese (Glasgow, n. 1937 - † 1984)
- John Cornforth, allenatore di calcio e ex calciatore gallese (Whitley Bay, n. 1967)

## D(3)
- John Deehan, allenatore di calcio e ex calciatore inglese (Solihull, n. 1957)
- John Dick, allenatore di calcio e calciatore scozzese (Eaglesham, n. 1877 - † 1932)
- John Dreyer, allenatore di calcio e ex calciatore inglese (Alnwick, n. 1963)

## E(3)
- John Eshun, allenatore di calcio e calciatore ghanese (n. 1942 - Kojokrom, † 2018)
- John Eustace, allenatore di calcio e ex calciatore inglese (Solihull, n. 1979)
- John Evans, allenatore di calcio e calciatore inglese (Tilbury, n. 1929 - Essex, † 2004)

## F(2)
- John Feskens, allenatore di calcio e ex calciatore olandese (Nimega, n. 1965)
- John Filan, allenatore di calcio e ex calciatore australiano (Sydney, n. 1970)

## G(4)
- John Gayle, allenatore di calcio e ex calciatore inglese (Bromsgrove, n. 1964)
- John Green, allenatore di calcio e calciatore inglese (Warrington, n. 1939 - Warrington, † 2010)
- John Gregory, allenatore di calcio e ex calciatore inglese (Scunthorpe, n. 1954)
- John Greig, allenatore di calcio e ex calciatore britannico (Edimburgo, n. 1942)

## H(10)
- John Hackworth, allenatore di calcio e ex calciatore statunitense (Dunedin, n. 1970)
- John Hagart, allenatore di calcio e calciatore scozzese (Edimburgo, n. 1937 - † 2010)
- Stewart Hall, allenatore di calcio inglese (n. 1959)
- John Harkes, allenatore di calcio e ex calciatore statunitense (Kearny, n. 1967)
- John Heitinga, allenatore di calcio e ex calciatore olandese (Alphen aan den Rijn, n. 1983)
- John Herdman, allenatore di calcio inglese (Consett, n. 1975)
- John Hughes, allenatore di calcio e ex calciatore scozzese (Edimburgo, n. 1964)
- John Hunter, allenatore di calcio e calciatore scozzese (Johnstone, n. 1878 - Motherwell, † 1966)
- John Hutchinson, allenatore di calcio e ex calciatore australiano (Morwell, n. 1979)
- Roger Hynd, allenatore di calcio e calciatore scozzese (Falkirk, n. 1942 - Glasgow, † 2017)

## J(1)
- John Jensen, allenatore di calcio e ex calciatore danese (Copenaghen, n. 1965)

## K(9)
- John Karelse, allenatore di calcio e ex calciatore olandese (Wemeldinge, n. 1970)
- John Keister, allenatore di calcio e ex calciatore sierraleonese (Manchester, n. 1970)
- John Kennedy, allenatore di calcio e ex calciatore scozzese (Bellshill, n. 1983)
- John Kerr, allenatore di calcio e ex calciatore canadese (Scarborough, n. 1965)
- Jerry Kerr, allenatore di calcio e calciatore scozzese (Armadale, n. 1912 - Dundee, † 1999)
- John Kerr, allenatore di calcio e calciatore scozzese (Glasgow, n. 1943 - † 2011)
- Jack Kirwan, allenatore di calcio e calciatore irlandese (contea di Wicklow, n. 1878 - Londra, † 1959)
- Axel Kjäll, allenatore di calcio, dirigente sportivo e ex calciatore svedese (n. 1981)
- John Kosmina, allenatore di calcio e ex calciatore australiano (Adelaide, n. 1956)

## M(15)
- John MacPhail, allenatore di calcio e ex calciatore scozzese (Dundee, n. 1955)
- John Maduka, allenatore di calcio e ex calciatore malawiano (Thyolo, n. 1970)
- John Mahoney, allenatore di calcio e ex calciatore gallese (Cardiff, n. 1946)
- Jack Mansell, allenatore di calcio e calciatore inglese (Salford, n. 1927 - † 2016)
- John McCartney, allenatore di calcio e calciatore scozzese (Glasgow, n. 1866 - Edimburgo, † 1933)
- Ian McColl, allenatore di calcio e calciatore scozzese (Alexandria, n. 1927 - Glasgow, † 2008)
- John McDermott, allenatore di calcio e ex calciatore inglese (Middlesbrough, n. 1969)
- John McGinlay, allenatore di calcio e ex calciatore scozzese (Inverness, n. 1964)
- John McGovern, allenatore di calcio e ex calciatore scozzese (Montrose, n. 1949)
- John McGreal, allenatore di calcio e ex calciatore inglese (Liverpool, n. 1972)
- John McGregor, allenatore di calcio e ex calciatore scozzese (Airdrie, n. 1963)
- John McSeveney, allenatore di calcio e calciatore scozzese (Shotts, n. 1931 - † 2020)
- Jack Milburn, allenatore di calcio e calciatore inglese (Ashington, n. 1908 - Leeds, † 1979)
- John Moore, allenatore di calcio e ex calciatore scozzese (Harthill, n. 1943)
- Johnny Morris, allenatore di calcio e calciatore inglese (Radcliffe, n. 1923 - Manchester, † 2011)

## N(1)
- John Neal, allenatore di calcio e calciatore inglese (Seaham, n. 1932 - Wrexham, † 2014)

## O(2)
- John O'Shea, allenatore di calcio e ex calciatore irlandese (Waterford, n. 1981)
- John O'Shea, allenatore di calcio e ex calciatore australiano (n. 1957)

## P(4)
- John Pelu, allenatore di calcio e ex calciatore svedese (Ouagadougou, n. 1982)
- John Petersen, allenatore di calcio e ex calciatore faroese (n. 1972)
- John Petts, allenatore di calcio e ex calciatore inglese (Edmonton, n. 1938)
- John Pickering, allenatore di calcio e calciatore inglese (Stockton-on-Tees, n. 1944 - † 2001)

## R(7)
- John Radford, allenatore di calcio e ex calciatore inglese (Hemsworth, n. 1947)
- John Rankin, allenatore di calcio e ex calciatore scozzese (Bellshill, n. 1983)
- John Relish, allenatore di calcio e ex calciatore inglese (Huyton, n. 1953)
- John Robertson, allenatore di calcio e calciatore scozzese (Dumbarton, n. 1877 - Glasgow, † 1935)
- John Robertson, allenatore di calcio e ex calciatore britannico (Edimburgo, n. 1964)
- Jack Rowley, allenatore di calcio e calciatore inglese (Wolverhampton, n. 1920 - Shaw, † 1998)
- John Ryan, allenatore di calcio e ex calciatore inglese (Lewisham, n. 1947)

## S(10)
- John Arne Riise, allenatore di calcio, dirigente sportivo e ex calciatore norvegese (Ålesund, n. 1980)
- Klebér Saarenpää, allenatore di calcio e ex calciatore svedese (Uppsala, n. 1975)
- John Salako, allenatore di calcio e ex calciatore nigeriano (Ibadan, n. 1969)
- John Sheridan, allenatore di calcio e ex calciatore irlandese (Stretford, n. 1964)
- John Sims, allenatore di calcio e ex calciatore inglese (Belper, n. 1952)
- Eric Smith, allenatore di calcio e calciatore scozzese (Glasgow, n. 1934 - Dubai, † 1991)
- John Spencer, allenatore di calcio e ex calciatore scozzese (Glasgow, n. 1970)
- John Stegeman, allenatore di calcio e ex calciatore olandese (Epe, n. 1976)
- John Sutton, allenatore di calcio e ex calciatore inglese (Norwich, n. 1983)
- John Sveinsson, allenatore di calcio e calciatore norvegese (n. 1922 - † 2009)

## T(4)
- John Taylor, allenatore di calcio e ex calciatore inglese (Norwich, n. 1964)
- Jack Taylor, allenatore di calcio e calciatore inglese (Barnsley, n. 1914 - Barnsley, † 1978)
- John Terry, allenatore di calcio e ex calciatore inglese (Londra, n. 1980)
- John Tlale, allenatore di calcio e ex calciatore sudafricano (Kroonstad, n. 1967)

## W(3)
- Johnny Warren, allenatore di calcio e calciatore australiano (Sydney, n. 1943 - Sydney, † 2004)
- John Wile, allenatore di calcio e ex calciatore inglese (Sherburn, n. 1947)
- John de Wolf, allenatore di calcio e ex calciatore olandese (Schiedam, n. 1962)

## Å(1)
- Sanny Åslund, allenatore di calcio e ex calciatore svedese (Torsby, n. 1952)